# باتريسيا جونسون
باتريشيا جونسون (بالإنجليزية: Patricia Johnson)‏ هي مغنية أوبرا بريطانية، ولدت في 1934 في لندن في المملكة المتحدة. هي ميزو سوبرانوالاوبرالية - إنجليزية. حققت نجاحا دوليا كبيرا في مجالها المهنى وهى معروفة بصوتها الدرامي وحضورها المسرحي. ظهرت في الأدوار القيادية، مثل كارمن وإيبولي، وابتكرت أدوارًا جديدة، مثل البارونة غرونويزل في اللورد الشاب لـ هانز فيرنر هينز، ودور الأميرة في جهد الحب الضائع لنيكولاس نابوكوف.

## مسيرتها المهنية
ولدت باتريسيا ماريون جونسون في لندن، إنجلترا عام 1934، درست الصوت هناك مع ماريا لينكرز وبدأت مسيرتها عضوا في جوقة في دار الأوبرا الملكية. ابتداء من عام 1954 حصلت على أدوار منفردة في الأوبرا الوطنية الانكليزية [الإنجليزية]، حيث ظهرت في دور البطولة في أوبرا بيزيه كارمن ، ودور دليلة في شمشون ودليلة لكاميل سانت ساينس، ودور أزوتشينا في أوبرا فيردي، التروبادور. ابتداء من عام 195 عملت في أوبرا بازل، حيث أدت على سبيل المثال الدور الرئيس في أوبرا روسيني، لا سينيرينتولا.
وفي عام 1961، انتقلت إلى أوبر برلين الألمانية، حيث ظهرت مجددا في دور أزوتشينا (فيردي)، وفي دور إيبولي في دون كارلوس (فيردي) وكـ Verdi's Azucena وإيريكا في خاتم النيبلونغن (فاغنر). وابتكرت أدوار البارونة غرونويزل في اللورد الشاب لـ هانز فيرنر هينز عام 1965، ودور الأميرة في جهد الحب الضائع لنيكولاس نابوكوف عام 1973. وفي 1975 ظهرت في دة ر الكونتيسة غيشفيتشس في أوبرا لولو لآلبان بيرغ، وأيضا في أوبرا لا كاليستو، لفرانشسكو كافالي.
بلغت الشهرة في مهرجان سالزبورغ في عام 1962 في دور مارسيلينا في زواج فيغارو ، وأدت بعد عام دور السيدة الثالثة في الفيلم المأخوذ عن الناي السحري، من بطولة أوتو شينك وإخراج استفان كيرتيز. في عام 1965، ظهرت بدور دورابيلا في كوزي فان توتي (بطولة غونتر رينر وإيفيلين لير، وإخراج كارل بوم). ظهرت أيضا في عروض مهرجان غلينديبورن للأوبرا في الأعوام 1965 إلى 1968 في أدوار مختلفة.
تشمل أدوارها أيضًا السيدة ماكبث في أوبرا فيردي الحاملة لنفس الاسم، وهيرودياس في «سالومي»، وأدليدا في «آرابيلا» (كلاهما لريتشارد شتراوس)، وكلير زاشاناسيان في زيارة السيدة العجوز (غوتفريد فون أينم)، والسيدة العجوز في كانديد (ليونارد بيرنستاين).

## التسجيلات
كانت جونسون أيضا مؤدية أوراتوريو وسجلت أوراتوريو عيد الفصح ليوهان سباستيان باخ مع جوقة جنوب ألمانيا مع المايسترو فولفغانغ غونيفاين.
سجلت دور الساحرة في ديدو وإيناس فيعام 1965، إلى جانب فيكتوريا دي لوس أنخيليس في دور ديدو، مع جون بابوريلي في قيادة أوركسترا الغرفة الإنجليزية.
في عام سجلت عام عرض «اللورد الشاب»، بعد عامين من العرض الأول، بقيادة كريستوف فون دونهانيي.
في عام 1968، سُجلت في دور مارسيلينا في زواج فيغارو ، بقيادة كارل بوم، وفي نفس العام سجلت مرة أخرى مع كارل بوم دور الكونتيسة غيشفيتس في أوبرا لولو .

## وصلات خارجية
- نصوص عن الميزو سوبران باتريشا جونسون في المكتبة الوطنية الألمانية
- الميزوسوبران باتريسيا جونسون في موقع غنائيات يوهان سباستيان باخ
- باتريسيا جونسون في قاعدة بيانات الأفلام على الإنترنت IMDb
- قائمة تسجيلات باتريسيا جونسون على موقع Discogs